# Mariä Himmelfahrt (Grafenwöhr)

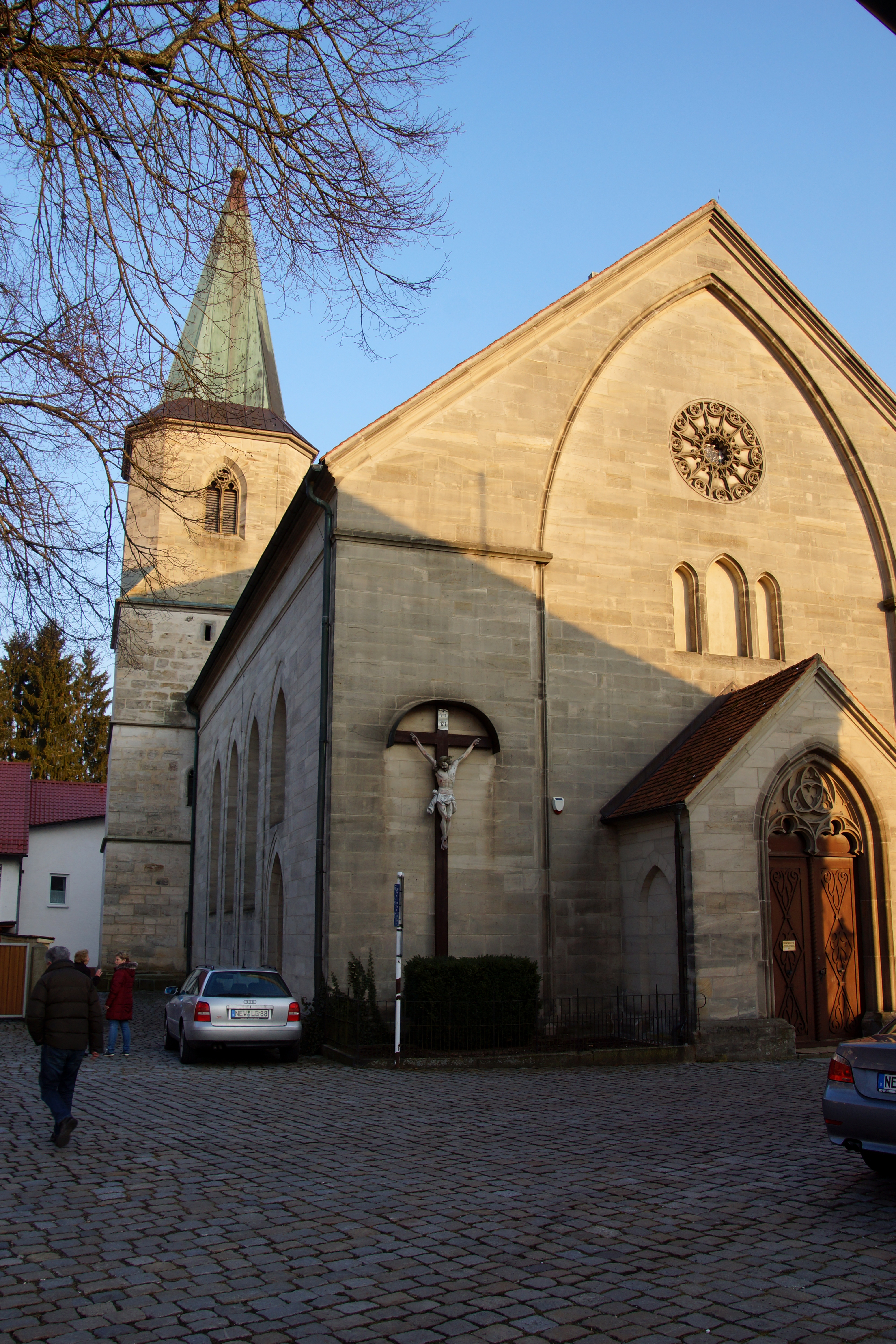
Mariä Himmelfahrt (Grafenwöhr)

Die römisch-katholische, denkmalgeschützte Pfarrkirche Mariä Himmelfahrt steht in Grafenwöhr, einer Stadt im Landkreis Neustadt an der Waldnaab der Oberpfalz. Sie gehört zum Bistum Regensburg. Das Bauwerk ist unter der Denkmalnummer D-3-74-124-20 als Baudenkmal in die Bayerische Denkmalliste eingetragen.

## Beschreibung
Der von Strebepfeilern gestützte Chor mit Fünfachtelschluss, dessen Innenraum mit einem Kreuzrippengewölbe überspannt ist, und die unteren Geschosse des Chorflankenturms auf quadratischem Grundriss an seiner Nordwand stammen aus dem 14. Jahrhundert. Das Langhaus der Saalkirche wurde 1839/40 nach einem Brand neugotisch erneuert. Es besteht aus Quadermauerwerk und ist mit einem Satteldach bedeckt. Das oberste, achteckige Geschoss des Chorflankenturms beherbergt hinter den als Biforien gestalteten Klangarkaden aus Maßwerk den Glockenstuhl. Darauf sitzt ein achtseitiger Knickhelm. 
Der Stuck und die Deckenmalerei am Spiegelgewölbe des Langhauses wurden 1911 erneuert. Für die Kirchenausstattung schuf um 1725 Johann Michael Doser drei Altäre und die 1731 gebaute Kanzel. 

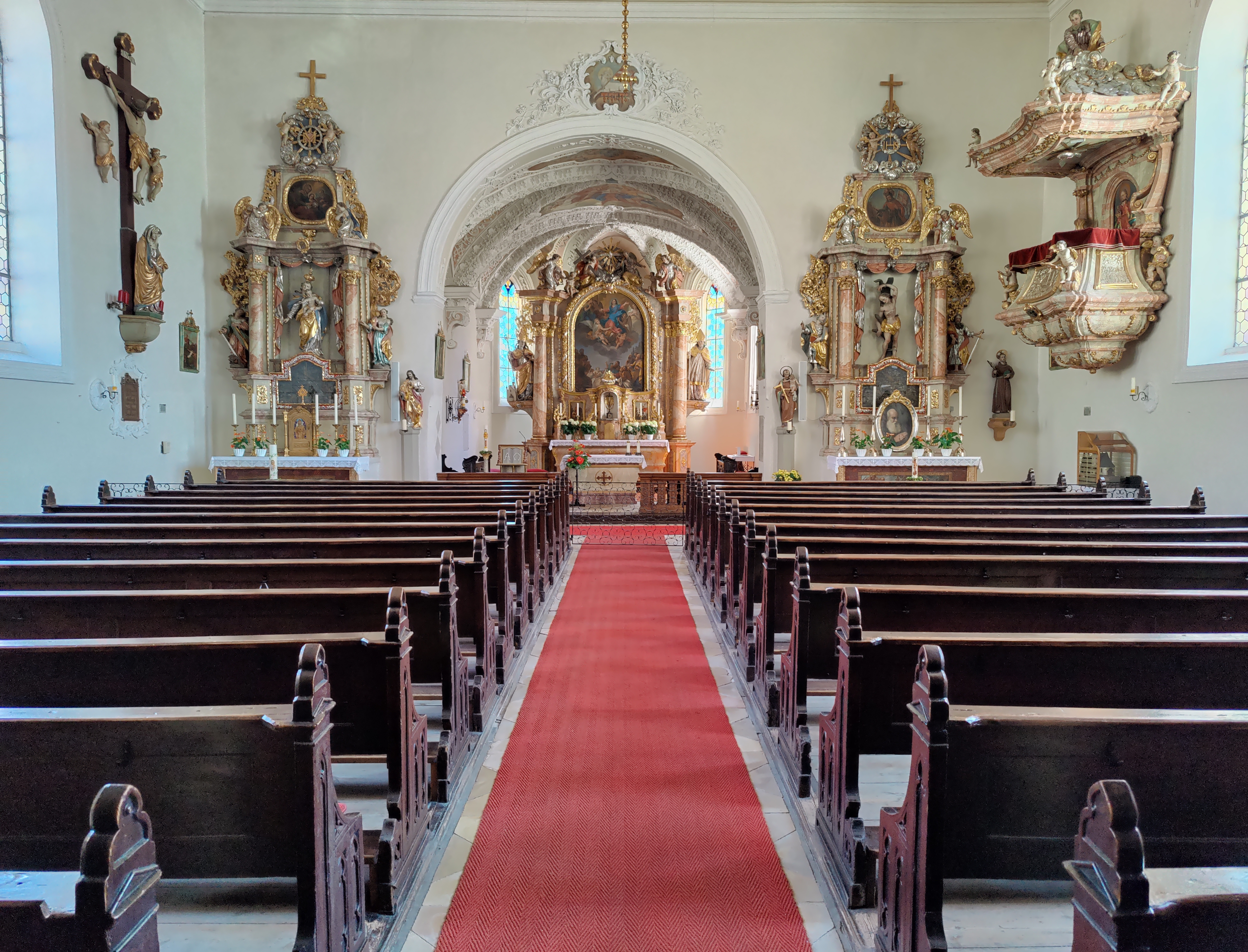
Innenraum (2022)
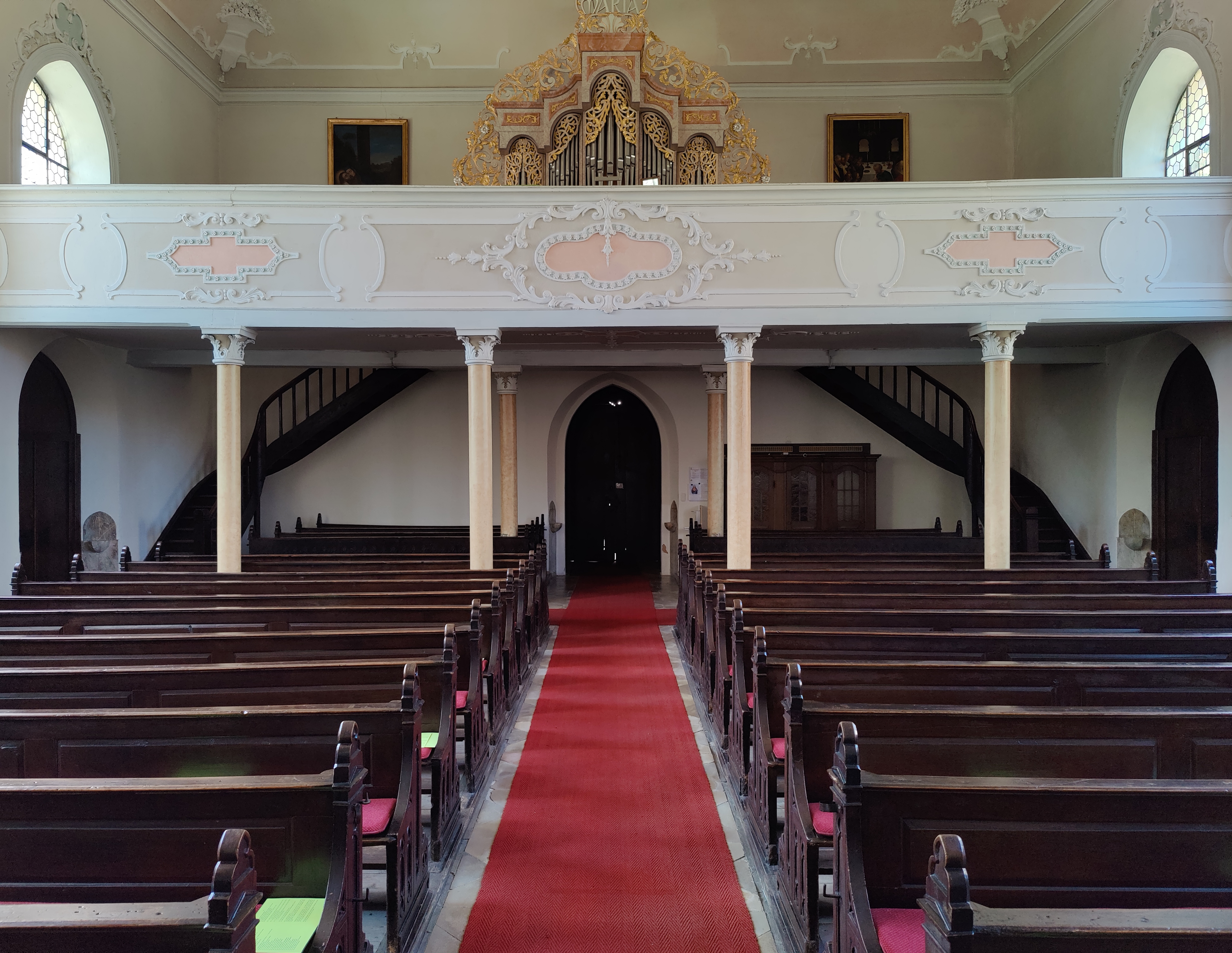
Innenraum, Blick zur Orgel

Die derzeitige Orgel wurde 1985 von Reinhard Weise erbaut. Sie verfügt über 18 Register auf zwei Manualen und Pedal.
Im Kirchturm hängt ein vierstimmiges Glockengeläut.
| Glocke | Name                         | Gussjahr | Gießer, Gussort                   | Gewicht ≈ | Schlagton | Inschrift                                                                                   |
| ------ | ---------------------------- | -------- | --------------------------------- | --------- | --------- | ------------------------------------------------------------------------------------------- |
| 1      | Marien- und Immaculataglocke | 1875     | Stephan Hegendörfer (Amberg)      | 2400 kg   |           | „SUB PRAESIDIUM,O SANCTA MARIA, CONFUGUT PARROCHIA GRAFENWÖHR“                              |
| 2      | Josefsglocke                 | 1949     | Petit & Gebr. Edelbrock (Gescher) | 1000 kg   |           | „WECKE DAS MORGENROT / SEGNE DAS TÄGLICH BROT / WEHRE DER SÜNDE TOD / BET IN DER STERBENOT“ |
| 3      | Michaelsglocke               | 1875     | Stephan Hegendörfer (Amberg)      | 800 kg    |           | „FUSOR STEPHAN HAGENDORFER IN AMBERG / ST. MICHAEL ORA PRO NOBIS“                           |
| 4      | Neue Michaelsglocke          | 1935     | Petit & Gebr. Edelbrock (Gescher) | 600 kg    |           |                                                                                             |